# Фонні
Фонні (італ. Fonni, сард. Fonne) — муніципалітет в Італії, у регіоні Сардинія, провінція Нуоро.
Фонні розташоване на відстані близько 340 км на південний захід від Рима, 105 км на північ від Кальярі, 24 км на південь від Нуоро.
Населення — 4018 осіб (2014).
Щорічний фестиваль відбувається 24 червня. Покровитель — святий Іван Хреститель.

## Клімат
Місто знаходиться у зоні, котра характеризується середземноморським кліматом. Найтепліший місяць — липень із середньою температурою 21.1 °C (70 °F). Найхолодніший місяць — січень, із середньою температурою 4.1 °С (39.3 °F).
| Клімат Фонні            | Клімат Фонні | Клімат Фонні | Клімат Фонні | Клімат Фонні | Клімат Фонні | Клімат Фонні | Клімат Фонні | Клімат Фонні | Клімат Фонні | Клімат Фонні | Клімат Фонні | Клімат Фонні | Клімат Фонні |
| Показник                | Січ.         | Лют.         | Бер.         | Квіт.        | Трав.        | Черв.        | Лип.         | Серп.        | Вер.         | Жовт.        | Лист.        | Груд.        | Рік          |
| Абсолютний максимум, °C | 17           | 16           | 24           | 24           | 28           | 32           | 35           | 36           | 32           | 26           | 23           | 20           | 36           |
| Середній максимум, °C   | 6,6          | 6,9          | 8,9          | 11,5         | 16,3         | 21,2         | 25,8         | 25,5         | 21,7         | 16,4         | 10,9         | 8,1          | 15           |
| Середня температура, °C | 4            | 4            | 5,7          | 8,1          | 12,4         | 16,9         | 21,1         | 20,9         | 17,7         | 13,1         | 8,2          | 5,5          | 11,5         |
| Середній мінімум, °C    | 1,5          | 1,2          | 2,5          | 4,6          | 8,5          | 12,6         | 16,4         | 16,3         | 13,7         | 9,7          | 5,4          | 2,8          | 7,9          |
| Абсолютний мінімум, °C  | −7           | −8           | −5           | −2           | 1            | 5            | 7            | 8            | 7            | 0            | −2           | −4           | −8           |
| Норма опадів, мм        | 101.6        | 93.2         | 76.9         | 81.1         | 60.7         | 31.4         | 13.2         | 15.6         | 48.8         | 81.1         | 97           | 100.1        | 800.7        |
| Днів з опадами          | 9,9          | 10           | 9,4          | 10,5         | 7,4          | 4,2          | 1,6          | 2,4          | 4,8          | 8,8          | 9,7          | 9,9          | 88,6         |
| Днів з дощем            | 8            | 9            | 5            | 6            | 6            | 3            | 1            | 1            | 4            | 7            | 8            | 10           | 73           |
| Вологість повітря, %    | 86           | 88           | 83           | 81           | 81           | 77           | 64           | 69           | 75           | 82           | 88           | 86           | 80           |
| ----------------------- | ------------ | ------------ | ------------ | ------------ | ------------ | ------------ | ------------ | ------------ | ------------ | ------------ | ------------ | ------------ | ------------ |
| Джерело: Weatherbase    |              |              |              |              |              |              |              |              |              |              |              |              |              |

## Демографія
Населення за роками:

Станом на 1 січня 2023 року в муніципалітеті офіційно проживали 34 іноземці з 14 країн, серед них 20 громадян країн Євросоюзу та 1 громадянин України.

## Сусідні муніципалітети
- Дезуло
- Гавої
- Лодіне
- Мамояда
- Оргозоло
- Оводда
- Віллагранде-Стризаїлі